# Zemo Avnevi
Zemo Avnevi (en georgiano: ზემო ავნევი) o Uallag Auneu (en osetio: Уæллаг Аунеу) es una aldea que pertenece a la parcialmente reconocida República de Osetia del Sur, parte del distrito de Znaur, aunque de iure pertenece al municipio de Tighvi de la región de Iberia Interior de Georgia.

## Geografía
Zemo Avnevi se encuentra a orillas del río Froni Oriental, a 8 kilómetros de Kornisi. 

## Historia
La aldea estuvo incluida en el distrito de Znaur hasta 1991. Desde entonces pasó a estar incluido en el municipio de Kareli y posteriormente, en el municipio de Tighvi, aunque Georgia perdió su control en la guerra de Osetia del Sur (1991-1992).Tras la guerra, la aldea quedó prácticamente desierta.

## Demografía
La evolución demográfica de Zemo Avnevi entre 1959 y 2015 fue la siguiente:
| 154                                                      | 175 | 38 |
| (Fuente: Population of South Ossetia since Soviet times) |     |    |

Según el censo soviético de 1959, la mayoría de la población local eran osetios.